# Copa Coca-Cola (España)

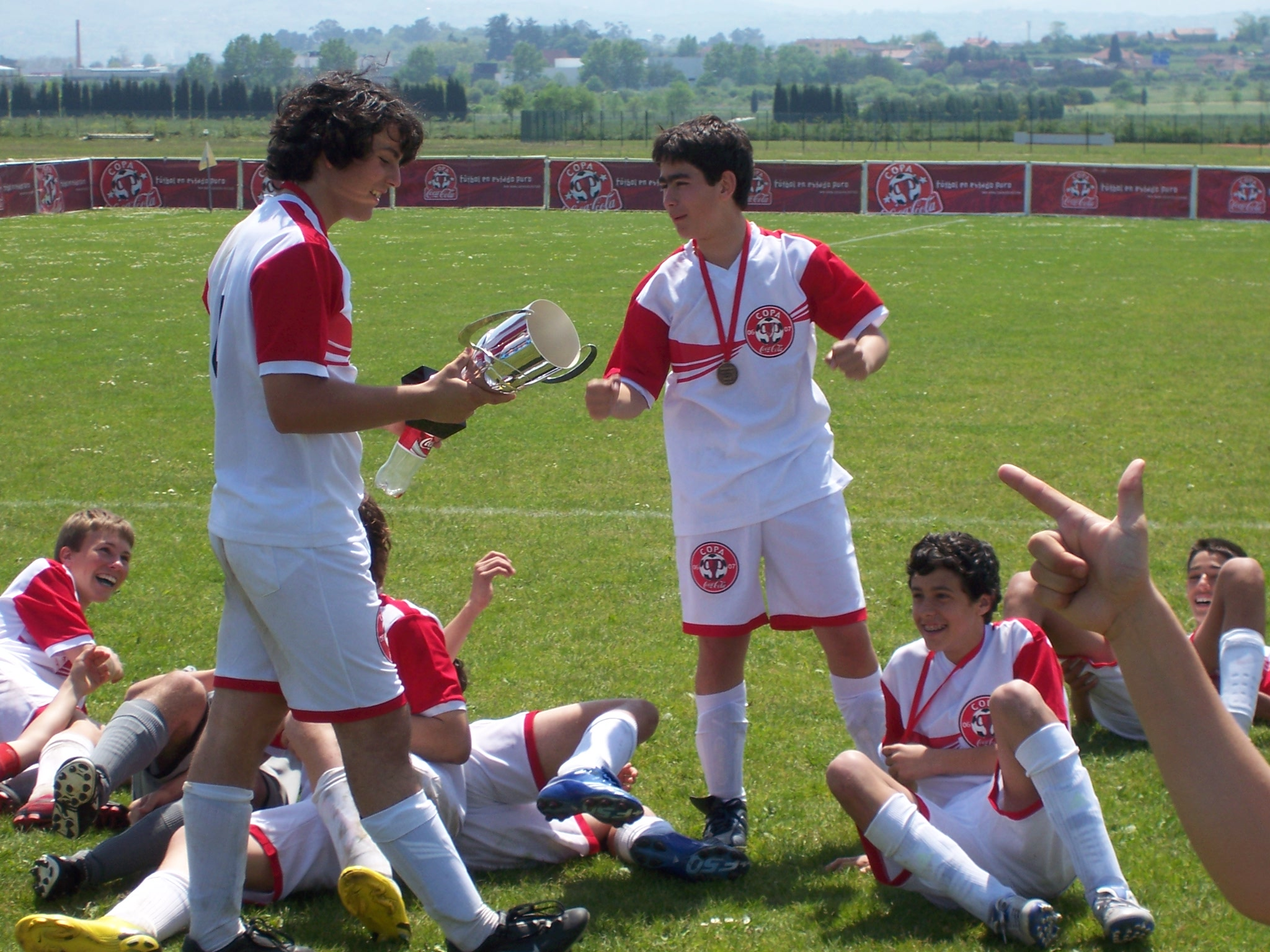
Participantes en un partido de la Copa Coca-Cola en España, tras su victoria.

La Copa Coca-Cola es una competición de fútbol base que nació en 2002 con el objetivo de fomentar la actividad física y promover los valores universales del deporte entre los jóvenes. Desde sus inicios, las cifras de participación superan ya los 350.000 jugadores.
Esta competición se creó como torneo de fútbol escolar de la categoría cadete (sub-16), pero en 2011, gracias a la unión entre la Real Federación Española de fútbol y Coca-Cola Iberia, Copa Coca-Cola es la Competición Oficial Cadete de la RFEF Real Federación Española de Fútbol. Gracias a este acuerdo, más de 4.000 equipos y cerca de 100.000 jugadores con edades comprendidas entre los 14 y los 15 años compiten cada año por ser el mejor equipo de España en su categoría. 
Desde el año 2013 a través del grupo de investigación ImFINE de la Facultad de Ciencias de la Actividad Física y del Deporte-INEF de la Universidad Politécnica de Madrid Universidad Politécnica de Madrid  se realizan actividades formativas con los jugadores, entrenadores y padres para que consigan aprender los elementos que configuran un Estilo de Vida Saludable, como son una adecuada alimentación [variada, moderada (dependerá del gasto energético) y equilibrada], incluyendo una correcta hidratación sobre todo antes, durante y después de la actividad deportiva, la práctica de actividad física más o menos intensa dependiendo de la edad y del entrenamiento y prácticas correctas de higiene. 
Ha sido galardonada con el bronce al mejor evento de fútbol, por la Liga de Fútbol Profesional.[cita requerida]

## Estadísticas
En la Copa Coca-Cola de España de la temporada 2007-08 participaron 33.000 futbolistas de casi 2.000 colegios y se marcaron unos 6.000 goles. 
Las cifras de participación suponen que un 12% del total de la población española comprendida entre los 14 y 15 años forma parte de Copa Coca-Cola.

## Reglas
- Los partidos se disputan bajo las normas del reglamento de la Real Federación Española de Fútbol.
- Los partidos se disputan en dos periodos de 25 minutos, con un descanso de 5 minutos, excepto:

o	Fase Final Autonómica: 40 minutos (un solo tiempo)
o	Fase Final Intermedia: 40 minutos (un solo tiempo)
o	Fase Final Nacional: 2 tiempos de 35 minutos.
- Los equipos han de inscribir un mínimo de 11 jugadores y un máximo de 18.
- Los partidos se disputan en campos de hierba con unas dimensiones de 45 m. x 90 m.

## Formato

### Fase regular
Participan todos los equipos inscritos en las diferentes competiciones de la Liga Cadete que organizan las Federaciones Autonómicas de Fútbol.

### Fase final autonómica
Los 8 mejores clubes de la Primera Fase, se juntan en una sede única de su propia Autonomía, disputando partidos de 40 minutos (un solo tiempo)

### Fase nacional intermedia
Los 18 mejores clubes, clasificados en la Fase Final Autonómica, participan esta siguiente fase. Consta de seis grupos que juegan sus partidos en seis sedes definidas, disputando cada club un total de dos encuentros de 40 minutos (un solo tiempo).
Paralelamente, se disputa la Competición de las Selecciones Autonómicas / Coca-Cola,  encuentros con el mismo formato descrito y siendo el mismo número de Selecciones clasificadas (6) para la Fase Final Nacional, las seis primeras de cada grupo.

### Fase nacional
Los 6 mejores clubes y 6 mejores selecciones, clasificados/as en la Fase Nacional Intermedia, se dan cita en esta Fase Final. Se forman dos grupos de tres clubes y por otro lado, dos grupos de tres Selecciones cada uno, disputando mínimo de tres encuentros de dos tiempos de 35 minutos, con un descanso de 5 minutos.

## Palmarés

### Fase nacional
| Año  | Campeón                                            | Sede Final                                           |
| ---- | -------------------------------------------------- | ---------------------------------------------------- |
| 2014 | Masculina: Selección Copa Coca-Cola del País Vasco |                                                      |
| 2014 | Femenina: Selección Copa Coca-Cola de Cataluña     |                                                      |
| 2013 | Masculina: Málaga C.F                              |                                                      |
| 2013 | Femenina: Selección Copa Coca-Cola Madrileña       |                                                      |
| 2012 | RCD Espanyol                                       |                                                      |
| 2011 | Selección Copa Coca-Cola País Vasco                |                                                      |
| 2010 | IES Isaac Albéniz (Badalona)                       | Estadio Reyno de Navarra (Pamplona)                  |
| 2009 | IES Zizur Mayor (Zizur Mayor)                      | Estadio municipal de Riazor (La Coruña)              |
| 2008 | Colegio Santa María del Mar (La Coruña)            | Estadio Olímpico de la Cartuja (Sevilla)             |
| 2007 | IES Atalaya (Casariche, Sevilla)                   | Estadio Olímpico de la Cartuja (Sevilla)             |
| 2006 | IES Atalaya (Casariche, Sevilla)                   | Estadio de Las Gaunas (Logroño)                      |
| 2005 | Colegio San José (Logroño)                         | Estadio de Gran Canaria (Las Palmas de Gran Canaria) |
| 2004 | IES José Zerpa (Vecindario, Las Palmas)            | Estadio Olímpico de la Cartuja (Sevilla)             |
| 2003 | IES Bellavista (Sevilla)                           | Estadio Vicente Calderón (Madrid)                    |

### Fase territorial
| Fase territorial |                                                                                  |  |         |  |
| Alicante         |                                                                                  |  |         |  |
| Temporada        | Campeón                                                                          |  |         |  |
| 2009-10          | Colegio Diocesano Santo Domingo (Orihuela)                                       |  |         |  |
| 2008-09          | Colegio Diocesano Oratorio Festivo (Novelda)                                     |  |         |  |
| 2007-08          | IES Francisco Figueras Pacheco (Alicante)                                        |  |         |  |
| 2006-07          | Colegio H.H. Maristas (Alicante)                                                 |  |         |  |
| 2005-06          |                                                                                  |  |         |  |
| 2004-05          | Colegio Don Bosco Salesianos (Alicante)                                          |  |         |  |
| 2003-04          |                                                                                  |  |         |  |
| 2002-03          |                                                                                  |  |         |  |
| Asturias         |                                                                                  |  |         |  |
| Temporada        | Campeón                                                                          |  |         |  |
| 2009-10          | IES Padre Feijóo (Gijón)                                                         |  |         |  |
| 2008-09          | IES Padre Feijoo (Gijón)                                                         |  |         |  |
| 2007-08          | Colegio de la Inmaculada (Gijón)                                                 |  |         |  |
| 2006-07          | Colegio de la Inmaculada (Gijón)                                                 |  |         |  |
| 2005-06          | IES Carreño Miranda (Avilés)                                                     |  |         |  |
| 2004-05          | Colegio de la Inmaculada (Gijón)                                                 |  |         |  |
| 2003-04          | IES Escultor Juan de Villanueva (Siero)                                          |  |         |  |
| 2002-03          | Colegio de la Inmaculada (Gijón)                                                 |  |         |  |
| Badajoz          |                                                                                  |  |         |  |
| Temporada        | Campeón                                                                          |  |         |  |
| 2009-10          | IES Rodríguez Moñino (Badajoz)                                                   |  |         |  |
| 2008-09          | IES Bachiller Diego Sánchez (Talavera La Real)                                   |  |         |  |
| 2007-08          | Colegio Diocesano San Atón (Badajoz)                                             |  |         |  |
| 2006-07          | IES Bioclimático (Badajoz)                                                       |  |         |  |
| 2005-06          | IES Extremadura (Montijo, Badajoz)                                               |  |         |  |
| 2004-05          | IES Extremadura (Montijo, Badajoz)                                               |  |         |  |
| 2003-04          |                                                                                  |  |         |  |
| 2002-03          |                                                                                  |  |         |  |
| Barcelona        |                                                                                  |  |         |  |
| Temporada        | Campeón                                                                          |  |         |  |
| 2009-10          | IES Isaac Albéniz (Badalona)                                                     |  |         |  |
| 2008-09          | IES Ítaca (San Baudilio de Llobregat)                                            |  |         |  |
| 2007-08          | IES Marianao (San Baudilio de Llobregat)                                         |  |         |  |
| 2006-07          |                                                                                  |  |         |  |
| 2005-06          |                                                                                  |  |         |  |
| 2004-05          | Colegio San Marc (Barcelona)                                                     |  |         |  |
| 2003-04          |                                                                                  |  |         |  |
| 2002-03          |                                                                                  |  |         |  |
| País Vasco       |                                                                                  |  |         |  |
| Temporada        | Campeón                                                                          |  |         |  |
| 2009-10          |                                                                                  |  |         |  |
| 2008-09          | Colegio Urdaneta (Lujua, Vizcaya)                                                |  |         |  |
| 2007-08          | Colegio Urdaneta (Lujua, Vizcaya)                                                |  |         |  |
| 2006-07          |                                                                                  |  |         |  |
| 2005-06          |                                                                                  |  |         |  |
| 2004-05          | Colegio Urdaneta (Lujua, Vizcaya)                                                |  |         |  |
| 2003-04          | Colegio San Viator (Vitoria-Gasteiz, Álava) - finalista fase final en la Cartuja |  |         |  |
| 2002-03          | Colegio Maristas "El Salvador" (Bilbao, Vizcaya)                                 |  |         |  |
| Canarias         |                                                                                  |  |         |  |
| Temporada        | Campeón                                                                          |  |         |  |
| 2008-09          | IES Guía (Santa María de Guía)                                                   |  |         |  |
| 2007-08          | Colegio Carlos Garoé (Las Palmas de Gran Canaria)                                |  |         |  |
| 2006-07          |                                                                                  |  |         |  |
| 2005-06          |                                                                                  |  |         |  |
| 2004-05          | Colegio Carlos Garoé (Las Palmas de Gran Canaria)                                |  |         |  |
| 2003-04          |                                                                                  |  |         |  |
| 2002-03          | Colegio Salesiano Sagrado Corazón de Jesús (Las Palmas de Gran Canaria)          |  |         |  |
| Córdoba          |                                                                                  |  |         |  |
| Temporada        | Campeón                                                                          |  |         |  |
| 2009-10          |                                                                                  |  |         |  |
| 2008-09          | Colegio Espíritu Santo (Baena)                                                   |  |         |  |
| 2007-08          | Colegio Espíritu Santo (Baena)                                                   |  |         |  |
| 2006-07          |                                                                                  |  |         |  |
| 2005-06          |                                                                                  |  |         |  |
| 2004-05          | Colegio San Francisco de Sales (Córdoba)                                         |  |         |  |
| 2003-04          |                                                                                  |  |         |  |
| 2002-03          |                                                                                  |  |         |  |
| Granada          |                                                                                  |  |         |  |
| Temporada        | Campeón                                                                          |  |         |  |
| 2009-10          | IES Americo Castro (Huétor Tájar)                                                |  |         |  |
| 2008-09          | IES Americo Castro (Huétor Tájar)                                                |  |         |  |
| 2007-08          | IES Americo Castro (Huétor Tájar)                                                |  |         |  |
| 2006-07          |                                                                                  |  |         |  |
| 2005-06          |                                                                                  |  |         |  |
| 2004-05          | IES Atalaya (La Puebla de Cazalla, Sevilla)                                      |  |         |  |
| 2003-04          |                                                                                  |  |         |  |
| 2002-03          |                                                                                  |  |         |  |
| La Coruña        |                                                                                  |  |         |  |
| Temporada        | Campeón                                                                          |  |         |  |
| 2009-10          |                                                                                  |  |         |  |
| 2008-09          | IES Monte Das Moas (La Coruña)                                                   |  |         |  |
| 2007-08          | Colegio Santa María del Mar (La Coruña)                                          |  |         |  |
| 2006-07          |                                                                                  |  |         |  |
| 2005-06          |                                                                                  |  |         |  |
| 2004-05          | Colegio Liceo La Paz (La Coruña)                                                 |  |         |  |
| 2003-04          |                                                                                  |  |         |  |
| 2002-03          |                                                                                  |  |         |  |
| León             |                                                                                  |  |         |  |
| Temporada        | Campeón                                                                          |  |         |  |
| 2009-10          | Colegio Virgen Blanca (León)                                                     |  |         |  |
| 2008-09          | Colegio Divina Pastora (León)                                                    |  |         |  |
| 2007-08          | Colegio del Sagrado Corazón (León)                                               |  |         |  |
| 2006-07          |                                                                                  |  |         |  |
| 2005-06          |                                                                                  |  |         |  |
| 2004-05          | IES Señorío de Guardo (Guardo, Palencia)                                         |  |         |  |
| 2003-04          |                                                                                  |  |         |  |
| 2002-03          |                                                                                  |  |         |  |
| Lérida           |                                                                                  |  |         |  |
| Temporada        | Campeón                                                                          |  |         |  |
| 2009-10          | IES Màrius Torres (Lérida)                                                       |  |         |  |
| 2008-09          | Colegio Episcopal "Mare de Déu de l'Acadèmia" (Lérida)                           |  |         |  |
| 2007-08          | IES Torre Vicens (Lérida)                                                        |  |         |  |
| 2006-07          |                                                                                  |  |         |  |
| 2005-06          |                                                                                  |  |         |  |
| 2004-05          | IES Guindavols (Lérida)                                                          |  |         |  |
| 2003-04          |                                                                                  |  |         |  |
| 2002-03          |                                                                                  |  |         |  |
| Logroño          |                                                                                  |  |         |  |
| Temporada        | Campeón                                                                          |  |         |  |
| 2009-10          |                                                                                  |  |         |  |
| 2008-09          | Colegio Escuelas Pías (Logroño)                                                  |  |         |  |
| 2007-08          | Centro Educativo del Sagrado Corazón (Logroño)                                   |  |         |  |
| 2006-07          |                                                                                  |  |         |  |
| 2005-06          |                                                                                  |  |         |  |
| 2004-05          | Colegio San José (Logroño)                                                       |  |         |  |
| 2003-04          |                                                                                  |  |         |  |
| 2002-03          | IES Comercio (Logroño)                                                           |  |         |  |
| Madrid           |                                                                                  |  |         |  |
| Temporada        | Campeón                                                                          |  |         |  |
| 2009-10          | Colegio Salesianos Loyola (Aranjuez)                                             |  |         |  |
| 2008-09          | Colegio Salesianos Loyola (Aranjuez)                                             |  |         |  |
| 2007-08          | IES Narcís Monturiol (Parla, Madrid)                                             |  |         |  |
| 2006-07          | Colegio Escuelas Pías de San Fernando "Escolapios" (Pozuelo de Alarcón)          |  |         |  |
| 2005-06          | Colegio Zurbarán (Colmenar Viejo, Madrid)                                        |  |         |  |
| 2004-05          | Colegio Raimundo Lulio (Madrid)                                                  |  |         |  |
| 2003-04          |                                                                                  |  |         |  |
| 2002-03          |                                                                                  |  |         |  |
| Málaga           |                                                                                  |  |         |  |
| Temporada        | Campeón                                                                          |  |         |  |
| 2009-10          | Colegio Los Olivos (Málaga)                                                      |  |         |  |
| 2008-09          | Colegio Rosario Moreno (Málaga)                                                  |  |         |  |
| 2007-08          | IES Las Salinas (Fuengirola)                                                     |  |         |  |
| 2006-07          |                                                                                  |  |         |  |
| 2005-06          |                                                                                  |  |         |  |
| 2004-05          | Colegio El Divino Pastor (Málaga)                                                |  |         |  |
| 2003-04          |                                                                                  |  |         |  |
| 2002-03          |                                                                                  |  |         |  |
| Mallorca         |                                                                                  |  |         |  |
| Temporada        | Campeón                                                                          |  |         |  |
| 2009-10          | Colegio Nuestra Señora de Montesión (Palma de Mallorca)                          |  |         |  |
| 2008-09          | Colegio Nuestra Señora de Montesión (Palma de Mallorca)                          |  |         |  |
| 2007-08          | Colegio Nuestra Señora de Montesión (Palma de Mallorca)                          |  |         |  |
| 2006-07          |                                                                                  |  |         |  |
| 2005-06          |                                                                                  |  |         |  |
| 2004-05          | Colegio San Francisco (Palma de Mallorca)                                        |  |         |  |
| 2003-04          |                                                                                  |  |         |  |
| 2002-03          |                                                                                  |  |         |  |
| Murcia           |                                                                                  |  |         |  |
| Temporada        | Campeón                                                                          |  |         |  |
| 2009-10          | IES Los Cantos (Bullas)                                                          |  |         |  |
| 2008-09          | Colegio Salesianos Don Bosco (Cabezo de Torres)                                  |  |         |  |
| 2007-08          | IES Saavedra Fajardo (Murcia)                                                    |  |         |  |
| 2006-07          |                                                                                  |  |         |  |
| 2005-06          |                                                                                  |  |         |  |
| 2004-05          | IES Santa María del Carmen (Murcia)                                              |  |         |  |
| 2003-04          |                                                                                  |  |         |  |
| 2002-03          |                                                                                  |  |         |  |
| Pamplona         |                                                                                  |  |         |  |
| Temporada        | Campeón                                                                          |  |         |  |
| 2009-10          |                                                                                  |  |         |  |
| 2008-09          | IES Zizur Mayor (Zizur Mayor)                                                    |  |         |  |
| 2007-08          | Ikastola Ekintza (San Sebastián)                                                 |  |         |  |
| 2006-07          |                                                                                  |  |         |  |
| 2005-06          |                                                                                  |  |         |  |
| 2004-05          | IES Zizur Mayor (Zizur Mayor)                                                    |  |         |  |
| 2003-04          |                                                                                  |  |         |  |
| 2002-03          |                                                                                  |  |         |  |
| Salamanca        |                                                                                  |  |         |  |
| Temporada        | Campeón                                                                          |  |         |  |
| 2009-10          | IES Lucía de Medrano (Salamanca)                                                 |  |         |  |
| 2008-09          | IES Francisco Salinas (Salamanca)                                                |  |         |  |
| 2007-08          | Colegio San Agustín (Salamanca)                                                  |  |         |  |
| 2006-07          |                                                                                  |  |         |  |
| 2005-06          |                                                                                  |  |         |  |
| 2004-05          | IES Plaza de la Cruz (Pamplona)                                                  |  |         |  |
| 2003-04          |                                                                                  |  | 2002-03 |  |
| Cantabria        |                                                                                  |  |         |  |
| Temporada        | Campeón                                                                          |  |         |  |
| 2009-10          | COLEGIO LA SALLE- SANTANDER                                                      |  |         |  |
| 2008-09          | IES Ría del Carmen (Muriedas)                                                    |  |         |  |
| 2007-08          | IES Cantabria (Santander)                                                        |  |         |  |
| 2006-07          |                                                                                  |  |         |  |
| 2005-06          | Colegio Calasanz (Santander)                                                     |  |         |  |
| 2004-05          | IES La Marina (Santa Cruz de Bezana, Cantabria)                                  |  |         |  |
| 2003-04          |                                                                                  |  |         |  |
| 2002-03          | COLEGIO LA SALLE -SANTANDER                                                      |  |         |  |
| Sevilla          |                                                                                  |  |         |  |
| Temporada        | Campeón                                                                          |  |         |  |
| 2009-10          | IES Bellavista (Sevilla)                                                         |  |         |  |
| 2008-09          | Colegio Arboleda (Sevilla)                                                       |  |         |  |
| 2007-08          | IES Baelo Claudia (Tarifa)                                                       |  |         |  |
| 2006-07          |                                                                                  |  |         |  |
| 2005-06          |                                                                                  |  |         |  |
| 2004-05          | IES Torres de los Guzmanes (Sevilla)                                             |  |         |  |
| 2003-04          |                                                                                  |  |         |  |
| 2002-03          | IES Bellavista (Sevilla)                                                         |  |         |  |
| Toledo           |                                                                                  |  |         |  |
| Temporada        | Campeón                                                                          |  |         |  |
| 2009-10          |                                                                                  |  |         |  |
| 2008-09          | IES La Sisla (Sonseca, Toledo)                                                   |  |         |  |
| 2007-08          | IES Juanelo Turriano (Toledo)                                                    |  |         |  |
| 2006-07          |                                                                                  |  |         |  |
| 2005-06          |                                                                                  |  |         |  |
| 2004-05          | IES La Sisla (Sonseca, Toledo)                                                   |  |         |  |
| 2003-04          |                                                                                  |  |         |  |
| 2002-03          |                                                                                  |  |         |  |
| Valencia         |                                                                                  |  |         |  |
| Temporada        | Campeón                                                                          |  |         |  |
| 2009-10          |                                                                                  |  |         |  |
| 2008-09          | IES L'Eliana (La Eliana)                                                         |  |         |  |
| 2007-08          | Colegio Salesiano San Juan Bosco (Valencia)                                      |  |         |  |
| 2006-07          |                                                                                  |  |         |  |
| 2005-06          |                                                                                  |  |         |  |
| 2004-05          | IES L'Eliana (La Eliana)                                                         |  |         |  |
| 2003-04          |                                                                                  |  |         |  |
| 2002-03          |                                                                                  |  |         |  |
| Valladolid       |                                                                                  |  |         |  |
| Temporada        | Campeón                                                                          |  |         |  |
| 2009-10          |                                                                                  |  |         |  |
| 2008-09          | Colegio San Agustín (Valladolid)                                                 |  |         |  |
| 2007-08          | Colegio Centro Cultural Vallisoletano (Valladolid)                               |  |         |  |
| 2006-07          | Colegio San José (Valladolid)                                                    |  |         |  |
| 2005-06          | Colegio San José (Valladolid)                                                    |  |         |  |
| 2004-05          | Colegio San José (Valladolid)                                                    |  |         |  |
| 2003-04          | Colegio San José (Valladolid)                                                    |  |         |  |
| 2002-03          | IES Julián Marias (Valladolid)                                                   |  |         |  |
| Vigo             |                                                                                  |  |         |  |
| Temporada        | Campeón                                                                          |  |         |  |
| 2009-10          |                                                                                  |  |         |  |
| 2008-09          | IES Pedras Rubias (Salceda de Caselas)                                           |  |         |  |
| 2007-08          | IES A Sangriña (La Guardia)                                                      |  |         |  |
| 2006-07          | Colegio Apóstol Santiago (Vigo)                                                  |  |         |  |
| 2005-06          |                                                                                  |  |         |  |
| 2004-05          | IES Sánchez Cantón (Vigo)                                                        |  |         |  |
| 2003-04          |                                                                                  |  |         |  |
| 2002-03          |                                                                                  |  |         |  |
| Zaragoza         |                                                                                  |  |         |  |
| Temporada        | Campeón                                                                          |  |         |  |
| 2009-10          |                                                                                  |  |         |  |
| 2008-09          | IES Miguel Catalán (Zaragoza)                                                    |  |         |  |
| 2007-08          | IES Miguel Catalán (Zaragoza)                                                    |  |         |  |
| 2006-07          | Colegio Jesús-María El Salvador (Zaragoza)                                       |  |         |  |
| 2005-06          | IES Sanz Briz (Casetas)                                                          |  |         |  |
| 2004-05          | Colegio El Buen Pastor (Zaragoza)                                                |  |         |  |
| 2003-04          | Colegio Condes de Aragón (Zaragoza)                                              |  |         |  |
| 2002-03          | Colegio El Buen Pastor (Zaragoza)                                                |  |         |  |

### Fase repesca
| Fase repesca |                                               |
| Grupo A      |                                               |
| Temporada    | Campeón                                       |
| 2007-08      | Colegio Altocastillo (Jaén)                   |
| Grupo B      |                                               |
| Temporada    | Campeón                                       |
| 2008-09      | Colegio Baelo Claudia (Tarifa, Cádiz)         |
| 2007-08      | Colegio San Buenaventura (Murcia)             |
| Grupo C      |                                               |
| Temporada    | Campeón                                       |
| 2008-09      | IES Francisco Figueras Pacheco (Alicante)     |
| 2007-08      | Colegio La Salle (Palma de Mallorca)          |
| Grupo D      |                                               |
| Temporada    | Campeón                                       |
| 2008-09      | Colegio Sant Francesc (Palma de Mallorca)     |
| 2007-08      | IES Basoko (Pamplona)                         |
| Grupo E      |                                               |
| Temporada    | Campeón                                       |
| 2008-09      | IES Gabriel Aresti BHI (Bilbao)               |
| 2007-08      | Instituto Politécnico Cristo Rey (Valladolid) |
| Grupo F      |                                               |
| Temporada    | Campeón                                       |
| 2008-09      | Colegio del Sagrado Corazón (León)            |
| 2007-08      | IES A Guía (Vigo)                             |
| Grupo G      |                                               |
| Temporada    | Campeón                                       |
| 2008-09      | IES Puente Ajuda (Olivenza)                   |
| 2007-08      | IES Bioclimático (Badajoz)                    |